# 乔治 (华盛顿州)
乔治（英語：George），是美国华盛顿州格兰特县下属的一座城市。根据2010年人口普查，该市有人口501人。根据2010年美国人口普查，该市有人口501人。而2011年估计该市有514人。

## 歷史
喬治起初只是一個位於昆西和摩西湖市之間的一個大型灌溉區。在20世紀50年代初，作為一個小鎮，喬治對農業發展的需求是非常急切的，因為其正在增長的人口需要足夠的食物供應。因此，美國土地管理局同意將339英畝（1.37平方公里）劃給喬治作農田用。最後，成功投標獲得該地的人是當地藥劑師查理·布朗（Charlie Brown）。布朗後來用自己的錢在乔治進行投資，並在來自華盛頓大學的指導員協助下，喬治終於正式被規劃了。喬治的城市規劃還包括街道、公用設施等等。於1957年7月4日，喬治正式成立，並邀請了华盛顿州州長出席。

### 名稱
喬治的名稱非常特別。雖然「喬治」一名較為普遍，但因為本城位於华盛顿州，令到城市名和州名加起來成了美國第一任總統乔治·华盛顿的名稱。而這個特別之處其實也是城市創立者故意造成的。乔治也是美國唯一一個以美國總統全名命名的城市。
當喬治的創立者布朗正在填寫土地管理局的創立城市申請表時，他想紀念美國立國者乔治·华盛顿，並且因為本城位於华盛顿州，已有「华盛顿」一字，所以他最終決定只用「喬治」一字作為城市名。
同時，為了紀念华盛顿砍櫻桃樹的故事，喬治的居民亦以各種櫻桃品種命名本城的街道名稱，儘管這個故事不是真的。

## 地理與氣候
乔治的坐標為47°02′39″N 119°30′45″W / 47.0442°N 119.5126°W（47.0442, -119.5126）。本城的總面積為1.33平方英里（3.44平方公里），並沒有水域。其海拔為1227英尺（374米）。乔治的夏季乾燥和溫暖，其溫度介乎於80°F（26.7°C）至90°F（32.2°C）之間。而其冬季則較為寒冷，其溫度低於0°C，並且會有降雪。乔治的年均降水量為8英寸（20.32厘米）。

## 活動
每年，乔治附近都會舉辦一個名為峽谷露天劇場的演唱會。該表演節目能夠容納多達250,000位觀眾，並且會有不同知名歌手表演。峽谷露天劇場因為位於峽谷露旁，所以被稱為「世上風景最優美的音樂會」之一。
在乔治，最受歡迎的活動包括水上活動、釣魚、狩獵、攀石和高爾夫球。在冬季，滑雪也頗受歡迎。除此以外，位於本城附近的哥倫比亞盆地也因其地理特徵而吸引了不少人到訪。每年7月4日，乔治都會舉辦一個名為「一切你能盼望」（everything you could possible hope for）的慶典。在該慶典中，乔治居民都會製作一個巨大的櫻桃批。

## 人口
| 调查年                                | 人口 | 备注 | %±     |
| ------------------------------------- | ---- | ---- | ------ |
| 1970                                  | 273  |      | —      |
| 1980                                  | 261  |      | −4.4%  |
| 1990                                  | 253  |      | −3.1%  |
| 2000                                  | 528  |      | 108.7% |
| 2010                                  | 501  |      | −5.1%  |
| 2012年估计                            | 511  |      | 2.0%   |
| 美國十年一度的人口普查 2012年人口估計 |      |      |        |

### 2010年
根據2010年人口普查，乔治擁有501居民、131住戶和109家庭。其人口密度為每平方英里376.7居民（每平方公里145.4 居民）。本城擁有168間房屋单位，其密度為每平方英里126.3間（每平方公里48.8間）。而人口是由38.1%白人、1.4%土著、59.9%其他種族和0.6%混血构成。而西班牙裔或拉丁美洲人佔了人口75%。
在131住户中，有60.3%擁有一個或以上的兒童（18歲以下）、61.8%為夫妻、9.921.4%為單親家庭、16.8%為非家庭、8.4%為獨居、2.3%住戶有同居長者。平均每戶有3.82人，而平均每個家庭則有4.14人。在501居民中，有35.9%為18歲以下、14.9%為18至24歲、28%為25至44歲、15%為45至64歲以及6.4%為65歲以上。人口的年齡中位數為24.8歲。

### 2000年
根據2000年人口普查，乔治擁有528居民、141住戶和106家庭。其人口密度為每平方英里879.2居民（每平方公里339.8居民）。本城擁有162間房屋单位，其密度為每平方英里269.8間（每平方公里104.2間）。而人口是由80.11%白人、0.57%土著、0.38%亞洲人、16.1%其他種族和2.84%混血构成。而西班牙裔或拉丁美洲人佔了人口60.23%。
在141住户中，有49.6%擁有一個或以上的兒童（18歲以下）、58.2%為夫妻、6.4%為單親家庭、24.8%為非家庭、18.4%為獨居、5.7%住戶有同居長者。平均每戶有3.74人，而平均每個家庭則有4.39人。在528居民中，有37.7%為18歲以下、16.5%為18至24歲、26.9%為25至44歲、14%為45至64歲以及4.9%為65歲以上。人口的年齡中位數為23歲，女子對男子的性別比為100：118.2。成年人的性別比則為100：140.1。
本縣的住戶收入中位數為$21,181，而家庭收入中位數則為$23,571。男性的收入中位數為$21,667，而女性的收入中位數則為$13,875，人均收入為$7,779。約33%家庭和36.2%人口在貧窮線以下，包括46.8%兒童（18歲以下）及14%長者（65歲以上）。